# Yunus Cumartpay

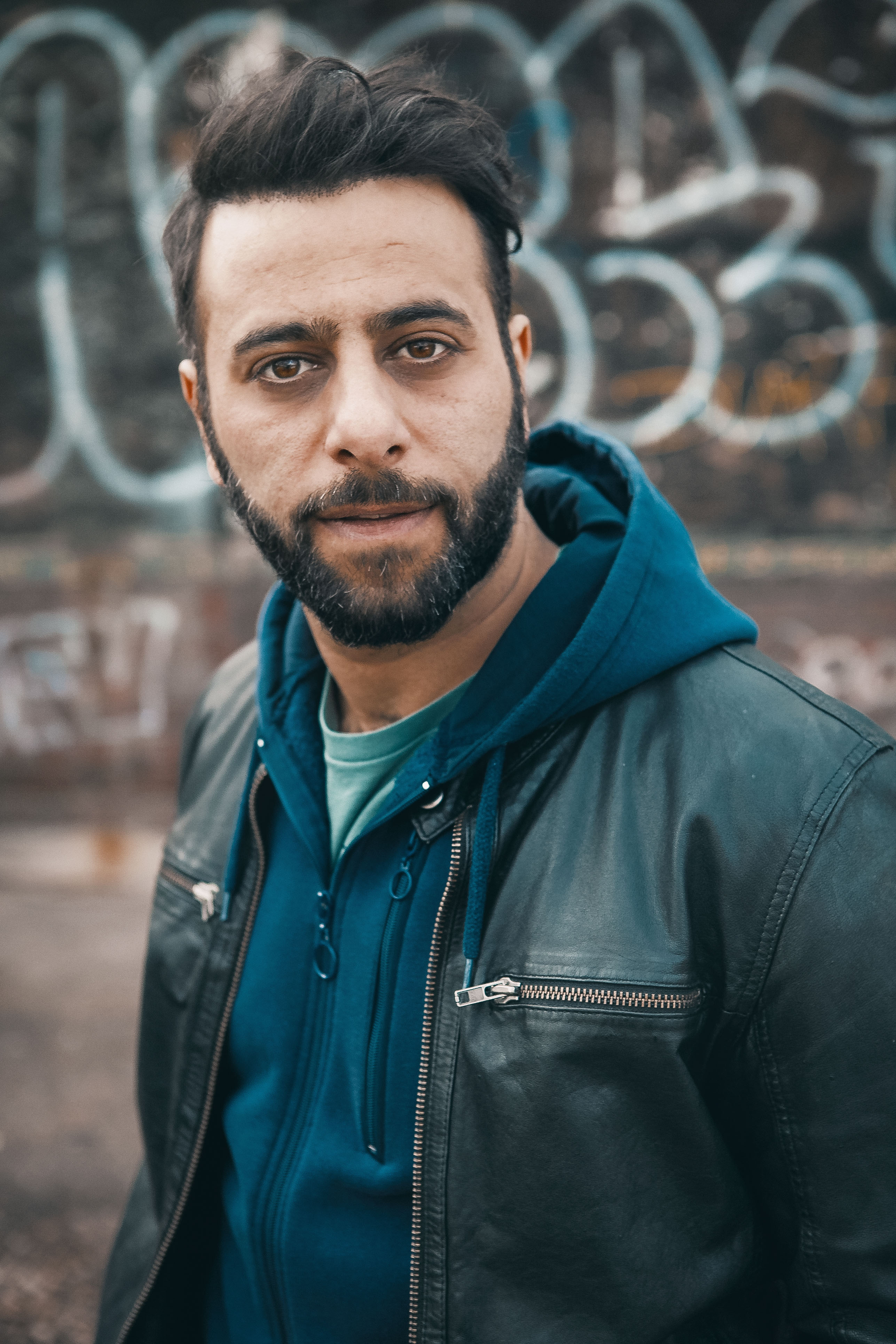
Yunus Cumartpay (2018)

Yunus Cumartpay (* 15. Mai 1979 auf Norderney) ist ein deutscher Schauspieler.

## Werdegang
Yunus Cumartpay wurde 1979 als Sohn türkischer Eltern auf Norderney geboren. Nachdem er eine Ausbildung zum Elektriker absolviert hatte, zog er 2004 nach Köln, um eine Ausbildung zum Schauspieler an der Film Acting School Cologne zu beginnen. Diese beendete Cumartpay 2006 mit dem Abschluss „Bühnenreife“. 2007 spielte er die Hauptrolle in Bijan Benjamins Film Zelle, in dem ein Terroranschlag in Deutschland thematisiert wird. Cumartpay hatte dazu gemeinsam mit Benjamin auch das Drehbuch verfasst. Zelle war im Rahmen des Festival des Films du Monde Montréal 2007 sowie der 41. Internationalen Hofer Filmtage vertreten. Unter der Regie von Bijan Benjamin war Cumartpay auch an einer Reihe von Kurzfilmen beteiligt.
Ab 2008 wirkte Cumartpay in verschiedenen Comedy-Formaten mit. So gehörte er neben Axel Stein zur Besetzung von SketchNews und absolvierte Auftritte in Das Comedy-Magazin. Des Weiteren trat er in der von Michael Herbig initiierten Castingshow Bully sucht die starken Männer in Erscheinung. Mit Murat B. – Verloren in Deutschland, der erneut unter der Regie von Bijan Benjamin entstanden war, und Matti Geschonnecks Tod in Istanbul war Cumartpay ebenfalls in Filmen als Nebendarsteller zu sehen. Seit 2009 ist Cumartpay auch als Dozent an Schauspielschulen aktiv. Ebenfalls spielt er, seit 2015, in einer durchgehenden Nebenrolle den Bruder Yunus Özlügül der Polizistin Süher Özlügül in der ZDF-Kriminalfilmreihe Friesland
Seine bekannteste Rolle spielte Cumartpay ab 2010 in der Satiresendung heute-show. Darin trat er als Migrationsexperte Mesut Güngen in Erscheinung. Innerhalb des Zeitraums, in dem Cumartpay Bestandteil des Ensembles war, wurde die heute-show mit dem Grimme-Preis und dem Deutschen Fernsehpreis sowie zweimal mit dem Deutschen Comedypreis ausgezeichnet. Ende 2011 hatte er seinen letzten Auftritt in der Show. Von 2012 bis 2021 spielte Cumartpay neben Kai Schumann und Janine Kunze eine wiederkehrende Rolle in der ZDF-Serie Heldt.
Seit 2019 ist er festes Ensemblemitglied der bekannten Improvisationsgruppe Springmaus.
Seit 2023 spielt er in der 22. Staffel der täglichen ARD-Serie "Rote Rosen" die tragende konfliktreiche Hauptrolle des Moran Kilic. Er spielt den Vater von zwei Kindern, der seit 25 Jahren verheiratet ist und dann erste homoerotische Gedanken und Erfahrungen mit Julius Böttcher, gespielt von Jan Stapelfeld, erlebt.

## Filmografie
Filme
- 2007: Zelle
- 2007: Playlist
- 2008: Heute keine Entlassung

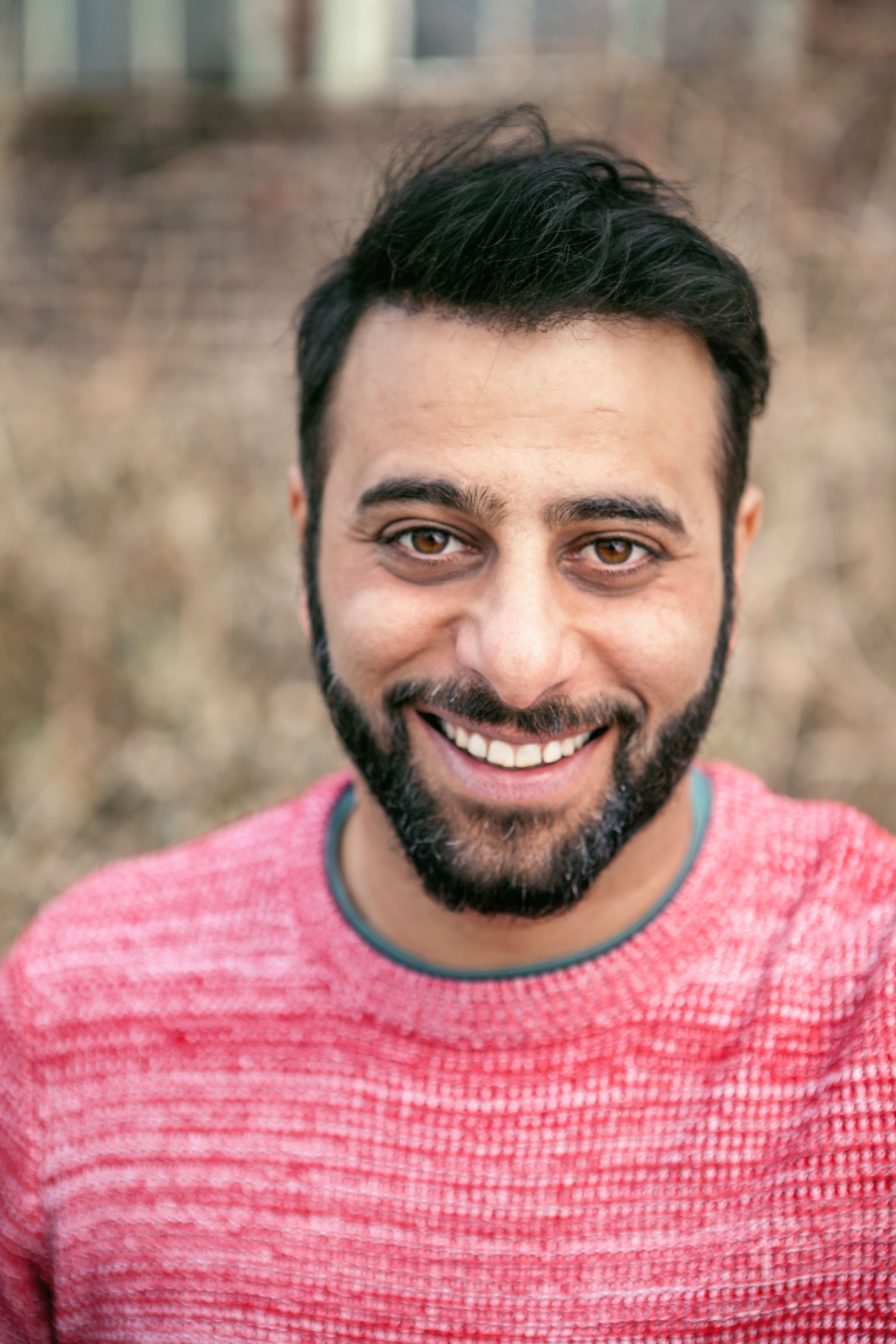
Yunus Cumartpay (2018)

- 2009: Murat B. – Verloren in Deutschland
- 2010: Tod in Istanbul
- 2011: Das große Comeback
- 2022: Du sollst hören

Kurzfilme
- 2006: Mit Vollgas in den Osten – Dieter schlägt zurück
- 2006: Wintersonnenwende
- 2006: Moneymaker
- 2007: For(t) IV
- 2007: You can run, but you can’t hide
- 2008: ESRA
- 2009: Crew United – Wozu hat man Freunde?!
- 2009: Parallelparty (Seminarkurzfilm 09)
- 2010: Copy & Paste

Fernsehserien
- 2007: Lindenstraße
- 2007–2008: Die Woche
- 2007: GSG 9 – Ihr Einsatz ist ihr Leben – Bruderkampf
- 2008: Lasko – Die Faust Gottes
- 2008: NN25
- 2008: Alles in Ordnung – reloaded
- 2009: Der Staatsanwalt
- 2009: MEK 8
- 2010: Carla
- 2011: Alarm für Cobra 11 – Die Autobahnpolizei
- 2011: Pastewka
- 2013–2021: Heldt (TV-Serie)
- 2013: Heiter bis tödlich: Zwischen den Zeilen
- 2014: SOKO Köln – Eine Frage der Gerechtigkeit
- 2014: Die Lottokönige – Herzrasen
- 2015:Friesland (Fernsehreihe) Klootschießen
- 2015: Tatort – Schwerelos
- 2016: Einsatz in Köln – Die Kommissare
- 2016–: Friesland (Fernsehreihe) → siehe Besetzung
- 2017: Das Institut – Oase des Scheiterns – Titus der Weise
- 2017: Friesland (Fernsehreihe) Der blaue Jan
- 2018: Aktenzeichen XY ... ungelöst
- 2018: Friesland (Fernsehreihe) Hand und Fuß
- 2019: Marie Brand und der Reiz der Gewalt
- 2019: Friesland (Fernsehreihe) Aus dem Ruder
- 2019: Friesland (Fernsehreihe) Gegenströmung
- 2020: Friesland (Fernsehreihe) Bis aufs Blut
- 2021:Friesland (Fernsehreihe) Unter der Oberfläche
- 2021: German Genius
- 2021: Friesland (Fernsehreihe) Prima Klima
- 2021: Du sollst hören (Fernsehfilm)
- 2021: Friesland (Fernsehreihe)  Fundsachen
- 2022: Morden im Norden
- 2022:Friesland (Fernsehreihe) - Artenvielfalt
- 2022: Last X-Mas - 24 Tage für die Liebe
- 2022: Friesland (Fernsehreihe)  Landfluchten
- 2022: Friesland (Fernsehreihe) Feuerteufel
- 2023: SOKO Leipzig: Schatten der Vergangenheit
- 2023: Friesland (Fernsehreihe) Sterneduell
- 2023: Rote Rosen
- 2023:Friesland (Fernsehreihe) Abdrift
- 2023: Friesland (Fernsehreihe) Knüllenkieker
- 2024: Rote Rosen
- 2024:Friesland (Fernsehreihe) Tief im Dreck
- 2024:Friesland (Fernsehreihe) Schiffe schrotten
- 2024:Friesland (Fernsehreihe) Geisterstunde

TV-Shows
- 2008: SketchNews
- 2008: Bully sucht die starken Männer
- 2009: Das Comedy-Magazin
- 2010–2013: Die Bülent Ceylan Show
- 2010–2013: heute-show

Sonstige
- 2006: Meister Proper (TV-Spot)
- 2011: Alle gegen Ed (fiktive Serie)
- 2012: Messe Frankfurt (Commercial Video)